# Polioxietil amina

Estructura general

Polioxietil amina (POEA) Surfactante o coadyuvante. Se refiere a una gama de tensioactivos aniónicos derivados de grasas animales (sebo). Se encuentran principalmente usados como emulsionantes y agentes humectantes para formulaciones agroquímicas, tales como pesticidas y herbicidas (por ejemplo, glifosato).